# Ferdinand, Prinț Ereditar al Danemarcei
Frederic Ferdinand, Prinț Ereditar al Danemarcei (22 noiembrie 1792 – 29 iunie 1863) a fost nepot al regelui Frederic al V-lea al Danemarcei și moștenitor prezumptiv la tron din 1848 până la moartea sa. Dacă ar mai fi trăit încă cinci luni, ar fi supraviețuit nepotului său regele Frederic al VII-lea și ar fi devenit rege al Danemarcei.

## Biografie
Prințul Ferdinand s-a născut la Palatul Christiansborg din Copenhaga la 22 noiembrie 1792 ca cel mai mic copil al Prințului Frederic al Danemarcei și Norvegiei (al doilea fiu al regelui Frederic al V-lea) și al Sophia Frederica de Mecklenburg-Schwerin.
Unchiul său, regele Christian al VII-lea, a devenit instabil mental și tatăl său a fost regent după căderea prim-ministrului Johann Friedrich Struensee în 1772. După lovitura de stat din 1784, când fiul regelui, Frederic al VI-lea a preluat puterea, tatăl său n-a mai avut influență la curte, deși era al doilea în linia de succesiune.
Când Palatul Christiansborg a fost distrus într-un incendiu în 1794, tânărul prinț și familia sa s-au mutat la Palatul Amalienborg și și-a petrecut verile la Palatul Sorgenfri. 
Prințul Ferdinand s-a căsătorit la Palatul Frederiksberg la 1 august 1829 cu Prințesa Caroline a Danemarcei (1793–1881). Ea era fiica cea mare a regelui Frederic al VI-lea. Când regele a murit în 1839, din cauza Legii Salice Caroline nu putea succeda la tron; coroana a fost moștenită de cea mai apropiată rudă de sex masculin,fratele mai mare al prințului Ferdinand, Christian Frederic. 
Numărul membrilor de sex masculin ai Casei Regale era atât de mic în acele vremuri încât Ferdinand însuși a fost întotdeauna foarte aproape de succesiune. După moartea fratelui său Christian al VIII-lea în 1848, Ferdinand a devenit moștenitor prezumptiv. 
Ferdinand a murit fără să aibă copii, la vârsta de 70 de ani.